# Karlheinz Wenzel

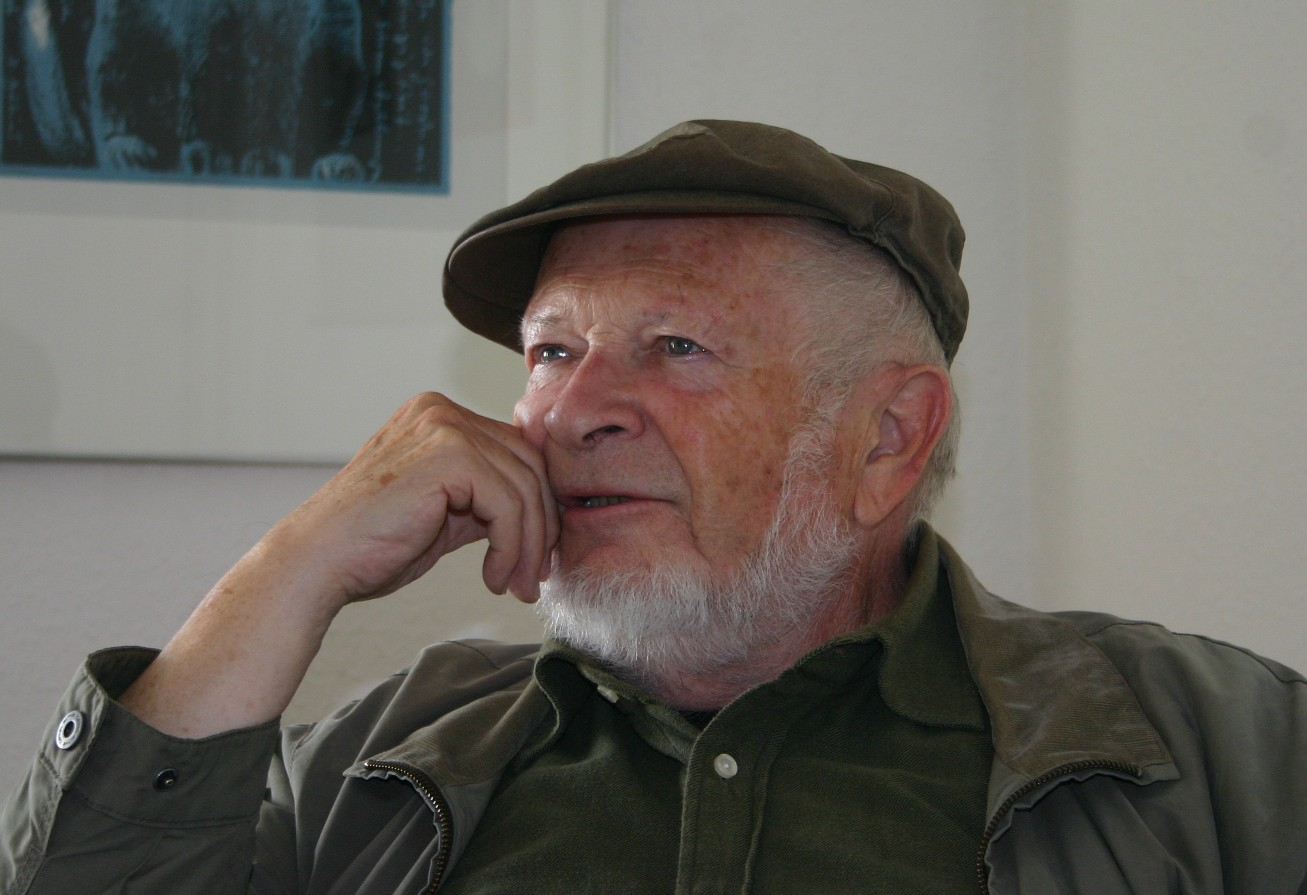
Karlheinz Wenzel im September 2012

Karlheinz Wenzel (* 11. August 1932 in Wolfsberg) ist ein deutscher Maler und Grafiker.

## Leben
Nach einer Lehre als Gebrauchswerber 1947 bis 1950 in Wittenberg studierte Karlheinz Wenzel von 1950 bis 1955 an der Hochschule für bildende und angewandte Kunst Berlin-Weißensee unter anderem bei Horst Strempel, Arno Mohr und Bert Heller. Nach seinem Studium arbeitete er zunächst freischaffend in der Lutherstadt Wittenberg, wo er im VEB Stickstoffwerke Piesteritz einen Mal- und Zeichenzirkel leitete. Seit 1970 lebt und arbeitet Wenzel in Neubrandenburg, wo er seit 2002 auch einen Malzirkel leitete.
Wenzel hatte eine bedeutende Anzahl von Personalausstellungen und war auf vielen wichtigen Ausstellungen der DDR vertreten, u. a. von 1958 bis 1983 auf allen Deutschen Kunstausstellungen bzw. Kunstausstellungen der DDR in Dresden.
Er war bis 1990 Mitglied im Verband Bildender Künstler der DDR. Nach 1990 wurde er Mitglied im Künstlerbund Mecklenburg und Vorpommern e.V. im BBK.
1965 wurde in Wittenberg die Tochter Saskia geboren, die ebenfalls Malerin ist. Wenzels Neffe ist der Liedermacher und Musiker Hans-Eckardt Wenzel.

## Rezeption
„Karlheinz Wenzels Malerei besticht durch einen virtuosen Umgang mit Farbklängen und Strukturen. Gegenstand, Atmosphäre und Emotionalität sind genauestens empfunden und teilen sich in ihrer Sinnlichkeit direkt dem Betrachter mit, der das Flimmern der Wüste, erdige Gewächshausschwüle, die Kraft des Sturms, der von See aus das Ufer zerpflückt, zu spüren meint oder sich daran erinnert, wie er von Gewittergüssen klatschnass über Pfützen springend nach Hause eilt. Das Erlebnis von Licht und Landschaft ist oft Ausgangspunkt einer genialen Bildfindung in der Fläche.“

## Werkbeispiele
Tafelbilder
- Knabe mit Mundharmonika (vor 1957, Öl, 103 × 74 cm)[4]

- Kleine Moskauer Winterlandschaft (1960, Öl, 60 × 80 cm)
- Bäume am Bodden (1961. Öl und Tempera, 55 × 66 cm)

- Schriftsteller Hans Lorbeer (Öl, um 1966)[5]
- Frauen von Sosopol (Öl, 1966/67)[6]
- Hafen am kleinen Haff (1970/72)[7]
- Stadtlandschaft von Neubrandenburg (1975/76, Tempera/Öl, 110 × 140 cm; Auftrag für den Palast der Republik)[8]
- Bei Samarkand (Mischtechnik, 1982)[9]
- Tanz am Meer (Gouache,1985)

### Zeichenkunst
- Lesender Chemiearbeiter (Feder, Tusche, 42 × 29,5 cm, 1967; Kupferstichkabinett Dresden)[10]
- 1973 Silbermond über der Südvorstadt (Federzeichnung)
- 1996 Aktstudie (Aquarell)
- 2010 Glut (Acryl, Pastellmalerei auf Papier)

Baugebundene Arbeiten
- 1963 Die Wissenschaft dient dem Leben (Putzkeramik an der Technischen Hochschule Leuna-Merseburg, zusammen mit Karl Kothe)
- 1964 Der Mensch und das Buch (Putzkeramik an der Stadtbibliothek Wittenberg, zusammen mit Karl Kothe)

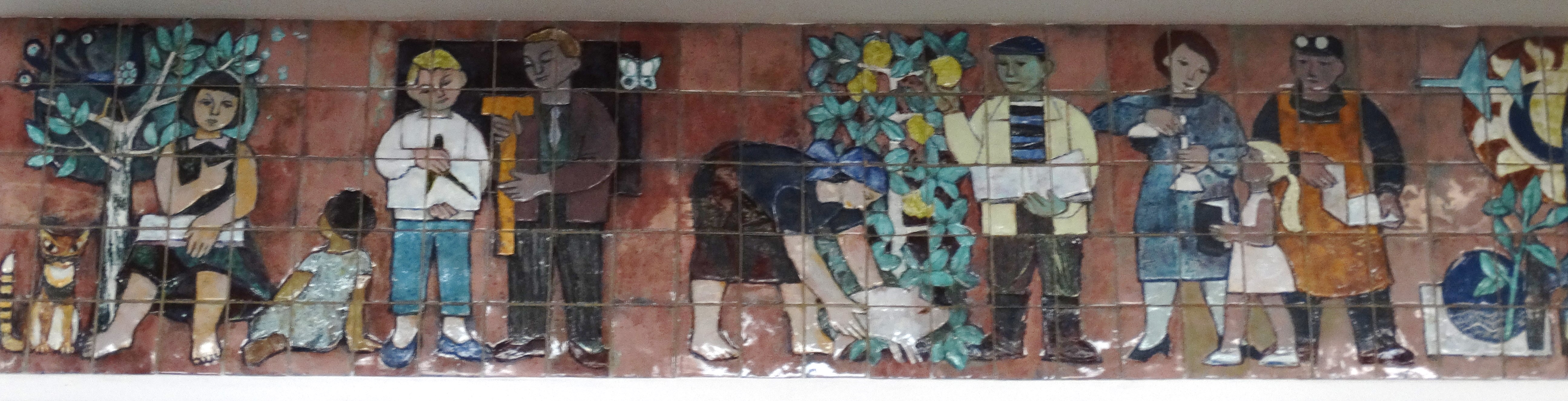

- 1966 Allen Kindern Frieden (Lasurmalerei auf Holz, Oberschule Wittenberg)
- 1971 Musische Erziehung (Keramikrelief)
- 1979 Die vier Tageszeiten (Kaseinmalerei, Bezirkskrankenhaus Neubrandenburg)

## Personalausstellungen (unvollständig)
- 1975, 1978, 1981, 1987, 2012 Neubrandenburg
- 1960, 1967, 1976 Wittenberg
- 1970 Halle
- 1980 Prenzlau
- 1987 Berlin
- 2009 Klempenow, Galerie Burg Klempenow (Arbeiten auf Papier)[3]
- 2017 Klempenow, Galerie Burg Klempenow[11]
- 2022 Brüder Wenzel – Malerei aus acht Jahrzehnten (Karlheinz und Manfred Wenzel), Altes Rathaus Wittenberg[12]

## Auszeichnungen
- 1968 und 1985 Johannes-R.-Becher-Medaille
- 1973 Fritz-Reuter-Preis des Bezirkes Neubrandenburg
- 1974 Kunstpreis des FDGB
- 1970 und 1980 Lucas-Cranach-Preis der Stadt Wittenberg
- 1976 Banner der Arbeit[13]
- 1983 Vaterländischer Verdienstorden in Bronze